# Exonucleasa de bazo
La exonucleasa de bazo (EC 3.1.16.1, 3'-exonucleasa, fosfodiesterasa de bazo, 3'-nucleótido fosfodiesterasa, fosfodiesterasa II) es una enzima que cataliza la siguiente reacción química:.
Esta enzima hidroliza al ARN para producir nucleósidos 3' monofosfato, comenzando por el extremo 5'-hidroxilo de la cadena nucleotídica. Actúa también sobre la mezcla de oligonucleótidos producida por la desoxirribonucleasa II, produciendo desoxirribonucleósidos 3' monofosfato. Es inactiva sobre oligonucleótidos que tienen el grupo final 5' monoéster. La enzima tiene preferencia por sustratos de cadena simple.